# Communistische Liga 23 September
De Communistische Liga 23 September (Spaans: Liga Comunista 23 de Septiembre) was een stadsguerrillabeweging in Mexico. De organisatie had een radicale marxistisch-leninistische signatuur en is vooral bekend wegens de moord op zakenman Eugenio Garza Sada in 1973.
23 September kwam op als reactie tegen de hevige repressie van de Mexicaanse regering tegen de studentenprotesten van 1968, die leidden tot het bloedbad van Tlatelolco waarbij minstens 250 demonstranten het leven verloren. De beweging werd opgericht begin 1973 als samenvoeging van meerdere kleine organisaties. De beweging ontleende haar naam aan een aanslag van Arturo Gámiz op een kazerne in Ciudad Madera op 23 september 1965. 23 September was vooral aanwezig in de grote steden Mexico-Stad, Guadalajara en Monterrey.
Ze vertoonde zowel in ideologie als in methodes gelijkenis met de Duitse Rote Armee Fraktion (RAF). Een groot deel van de aanhang was afkomstig uit geradicaliseerde studenten en stedelijke intellectuelen. 23 september deed meerdere toenaderingspogingen tot de Partij van de Armen (PdlP), de guerrillabeweging van Lucio Cabañas, doch de meer op de directe noden van de plattelandsbevolking ingestelde PdlP moest weinig hebben van de dogmatische communisten van 23 September. De beweging was verantwoordelijk voor meerdere aanslagen, ontvoeringen en moorden, en werd door de Mexicaanse regering als terroristische organisatie beschouwd. Op 17 september 1973 deden 23 September een poging de Monterreyaanse zakenman en filantroop Eugenio Garza Sada te ontvoeren, maar diens bodyguard verzette zich hiertegen. Bij het vuurgevecht dat hierdoor ontstond kwam Garza Sada om het leven. In 2006 bleek uit vrijgegeven documenten dat de Mexicaanse geheime dienst op de hoogte was van de ontvoeringspoging, maar er besloot niets tegen te doen omdat Garza Sada zelf ook bekendstond als criticus van de regering. In 1976 kidnapte de beweging Margarita López Portillo, zuster van president-elect José López Portillo. De beweging gijzelde ook de biermagnaat Antonino Fernández en verschillende Amerikaanse en Britse diplomaten en vermoordde de zakenman Fernando Aranguren. 23 September werd gefinancierd door losgeld dat verkregen werd bij gijzelingen.
Hoewel 23 September een van de opvallendste was, was het zeker niet de enige gewapende beweging. Geschat wordt dat in de jaren zeventig in Mexico zeker 30 gewapende bewegingen actief zijn geweest. 23 September werd onderdrukt door de Mexicaanse regering, die het daarbij niet zo nauw nam met de mensenrechten. Veel leden werden vermoord, zonder proces larenlang gevangengezet of werden het slachtoffer van gedwongen verdwijningen. Een van de bekendste slachtoffers van deze Vuile Oorlog is Jesús Piedra, die in 1975 'verdween' en waarvan sindsdien niets meer is vernomen. Piedra's moeder Rosario Ibarra is tegenwoordig een van Mexico's meest vooraanstaande mensenrechtenactivisten.
Ergens halverwege de jaren 80 hield 23 September op te bestaan.